# Polregio
POLREGIO S. A. (ehemals PKP Przewozy Regionalne) ist ein Eisenbahnverkehrsunternehmen in Polen, welches für die lokale und zwischenregionale Personenbeförderung zuständig ist. Die Gesellschaft entstand durch Ausgliederung einer Tochtergesellschaft der Polnischen Staatsbahnen (PKP).

## Zuggattungen
REGIO (R)
lokaler Personenzug, nur 2. Klasse, hält an allen Bahnhöfen
interREGIO (IR)
günstiger interregionaler Schnellzug, nur 2. Klasse, hält nur an mittleren und größeren Bahnhöfen; seit 1. September 2015 nur auf den Strecken Łódź–Warszawa (Lodz–Warschau) und Małkinia/Ełk–Hrodna (BY).
superREGIO (sR)
günstige Verbindungen zwischen städtischen und touristischen Zentren, Fahrzeugeinsatz mit höheren Standards; seit 9. Juni 2019 auf der Strecke Kraków – Zator

## Anteilseignerschaft
Bis zum 22. Dezember 2008 war die Gesellschaft eine hundertprozentige Tochtergesellschaft der PKP-Gruppe.

### 2008–2015

Altes Logo

Im Zuge einer Reform übernahm der polnische Fiskus am 22. Dezember 2008 alle Eigentumsanteile und übertrug diese per Dekret auf die 16 Woiwodschaften. Ab dem 8. Dezember 2009 entfiel auch der Zusatz PKP aus dem ehemaligen Firmennamen PKP Przewozy Regionalne. Die Woiwodschaften waren bis zu einer erneuten Restrukturierung im Jahr 2015 mit folgenden Anteilen am Unternehmen beteiligt:
| Woiwodschaft     | Anteile | Anteile    |
| Woiwodschaft     | absolut | prozentual |
| ---------------- | ------- | ---------- |
| Großpolen        | 123.243 | 9,7 %      |
| Kujawien-Pommern | 73.691  | 5,8 %      |
| Kleinpolen       | 81.315  | 6,4 %      |
| Łódź             | 72.421  | 5,7 %      |
| Niederschlesien  | 92.750  | 7,3 %      |
| Lublin           | 69.880  | 5,5 %      |
| Lebus            | 45.739  | 3,6 %      |
| Masowien         | 171.523 | 13,5 %     |
| Oppeln           | 43.198  | 3,4 %      |
| Podlachien       | 48.281  | 3,8 %      |
| Pommern          | 90.208  | 7,1 %      |
| Schlesien        | 116.890 | 9,2 %      |
| Karpatenvorland  | 62.257  | 4,9 %      |
| Heiligkreuz      | 38.116  | 3,0 %      |
| Ermland-Masuren  | 67.339  | 5,3 %      |
| Westpommern      | 73.691  | 5,8 %      |

Die Przewozy Regionalne boten mit eigenwirtschaftlich betriebenen InterRegio Zügen eine kostengünstige Konkurrenz zu den TLK-Zügen der PKP Intercity. Das Unternehmen zog sich jedoch im September 2015 größtenteils aus diesem Geschäftsfeld zurück und bietet nur noch IR-Verbindungen zwischen Warschau und Łódź an, die vom Marschall der Woiwodschaft Łódź finanziert werden.

### Seit 2015

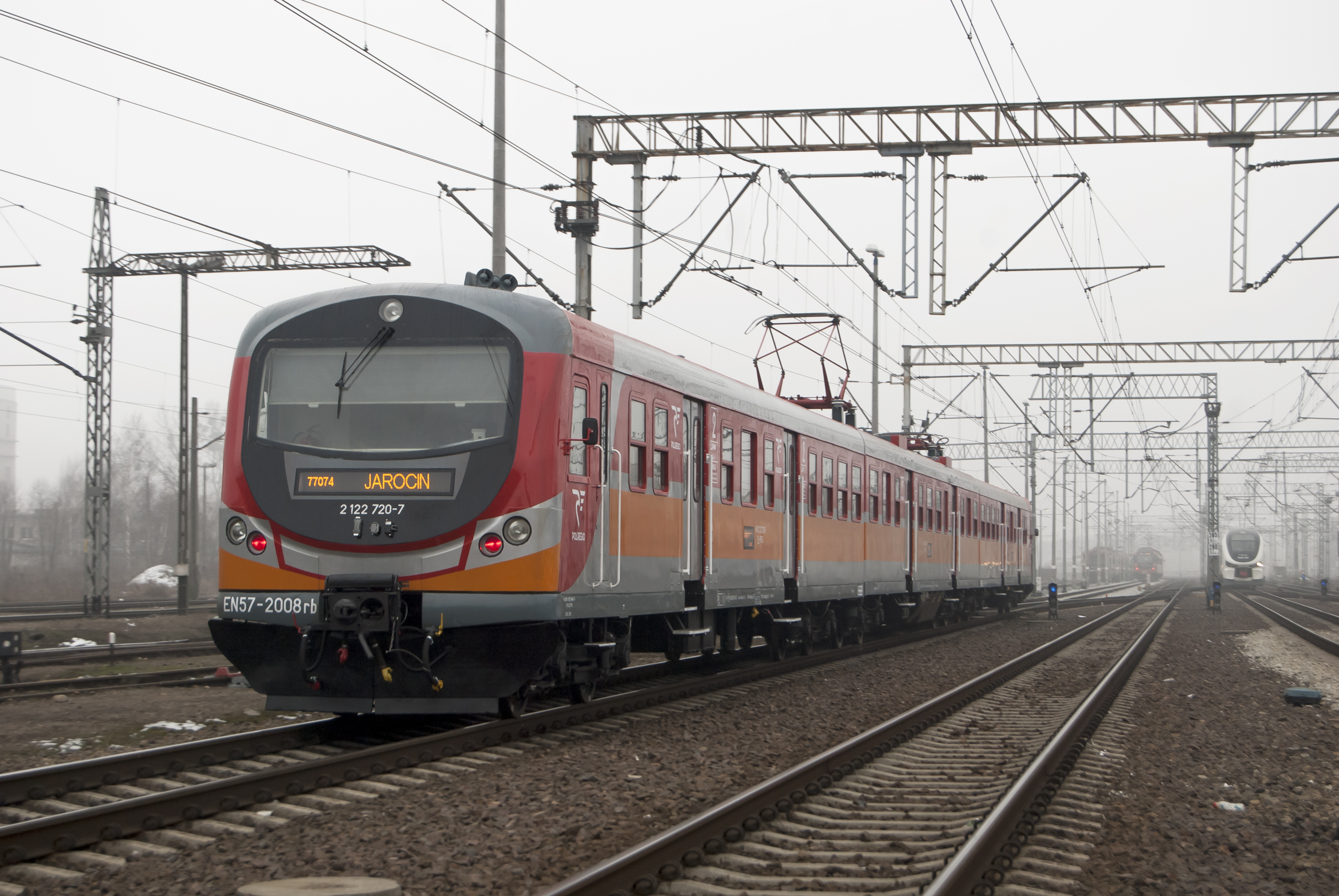
Modernisierte Version der Baureihe EN57

Am 30. September 2015 übernahm die Staatskasse in Form der Aktiengesellschaft ARP 50 % und eine Aktie. Im Gegenzug erhielt PR 770 Mio. Złoty von der öffentlichen Hand; davon 600 Mio. für Schuldentilgung (vorwiegend gegenüber dem Infrastruktur-Betreiber PKP PLK) und der Rest zur Restrukturierung sowie Investitionen in den Fahrzeugpark.
Nach einem „Rebranding“ firmiert das Verkehrsunternehmen nun unter der Marke „Polregio“.

## Kennzahlen

Quelle:

Quelle: